# Psammobatis normani
El Psammobatis normani es una especie de pez de la familia Rajidae. Se encuentra en Argentina y Chile. Su hábitat natural está en los mares abiertos.